# Long Wittenham
Long Wittenham est une paroisse civile et un village de l'Oxfordshire, en Angleterre.